# Portrait of Lotte
Portrait of Lotte ist ein virales Video im Zeitraffer, in dem ein Mädchen von einem Neugeborenen im Jahr 1999 zu einem Teenager heranwächst. Es wurde erstmals am 16. April 2012 von dem Filmemacher Frans Hofmeester aus Utrecht, Niederlande, veröffentlicht. Das Video hat weite Kreise gezogen und wurde in einem Werbespot von Sprint verwendet.

## Hintergrund
Hoffmeester nahm jede Woche 15-Sekunden-Videos von seiner Tochter Lotte auf, vom Neugeborenen bis zum Teenager, und stellte sie zu einem Zeitraffer-Video zusammen. Er nennt es „den ultimativen Zeitraffer des Erwachsenwerdens“. Er hat mehrere Videos gemacht, in denen sie in verschiedenen Altersstufen aufgenommen wurde, z. B. 12, 14, 16, 18 und 20 Jahre alt.
Hofmeester erklärte: „Sie veränderte sich so schnell, dass ich das Bedürfnis hatte, ihr Aussehen zu dokumentieren, um meine Erinnerungen zu bewahren“.
Zu den Fällen, in denen er Schwierigkeiten hatte, das erforderliche Filmmaterial zu bekommen, sagte er: „Manchmal hatte sie keine Lust dazu. Dann habe ich gesagt: 'Nur eine Minute. Erzähl mir von deinem Ballspiel, hast du gewonnen?' So habe ich sie hingehalten, damit ich die Aufnahme fertigstellen konnte“.

## Vince
Nachdem er 12 Jahre lang Lotte aufgenommen hatte, begann Hoffmeester, Videos von seinem Sohn Vince aufzunehmen.
Er beschrieb das Video von Lotte als „süß“ und das von Vince als „verspielt“.